# Dog Man Star
Dog Man Star è il secondo album dei Suede, edito dalla Nude Records nel 1994. Si tratta dell'ultimo album con il chitarrista Bernard Butler, il quale lasciò il gruppo poco prima dell'uscita del disco stesso a causa delle tensioni sorte tra lui ed il cantante Brett Anderson.
L'album fu apprezzato dalla critica ed è considerato il migliore dai fan.
Secondo la Nielsen SoundScan, Dog Man Star ha venduto circa 36.000 copie negli Stati Uniti fino al 2008.

## Tracce
Tutte le canzoni scritte da Brett Anderson e Bernard Butler
1. Introducing the Band – 2:38
2. We Are The Pigs - 4:19
3. Heroine – 3:22
4. The Wild Ones  – 4:50
5. Daddy's Speeding – 5:22
6. The Power – 4:31
7. New Generation – 4:37
8. This Hollywood Life – 3:50
9. The 2 Of Us – 5:45
10. Black or Blue – 3:48
11. The Asphalt World – 9:25
12. Still Life – 5:23
13. Modern Boys - 4:49 (American Release)